# Academia de ciencias

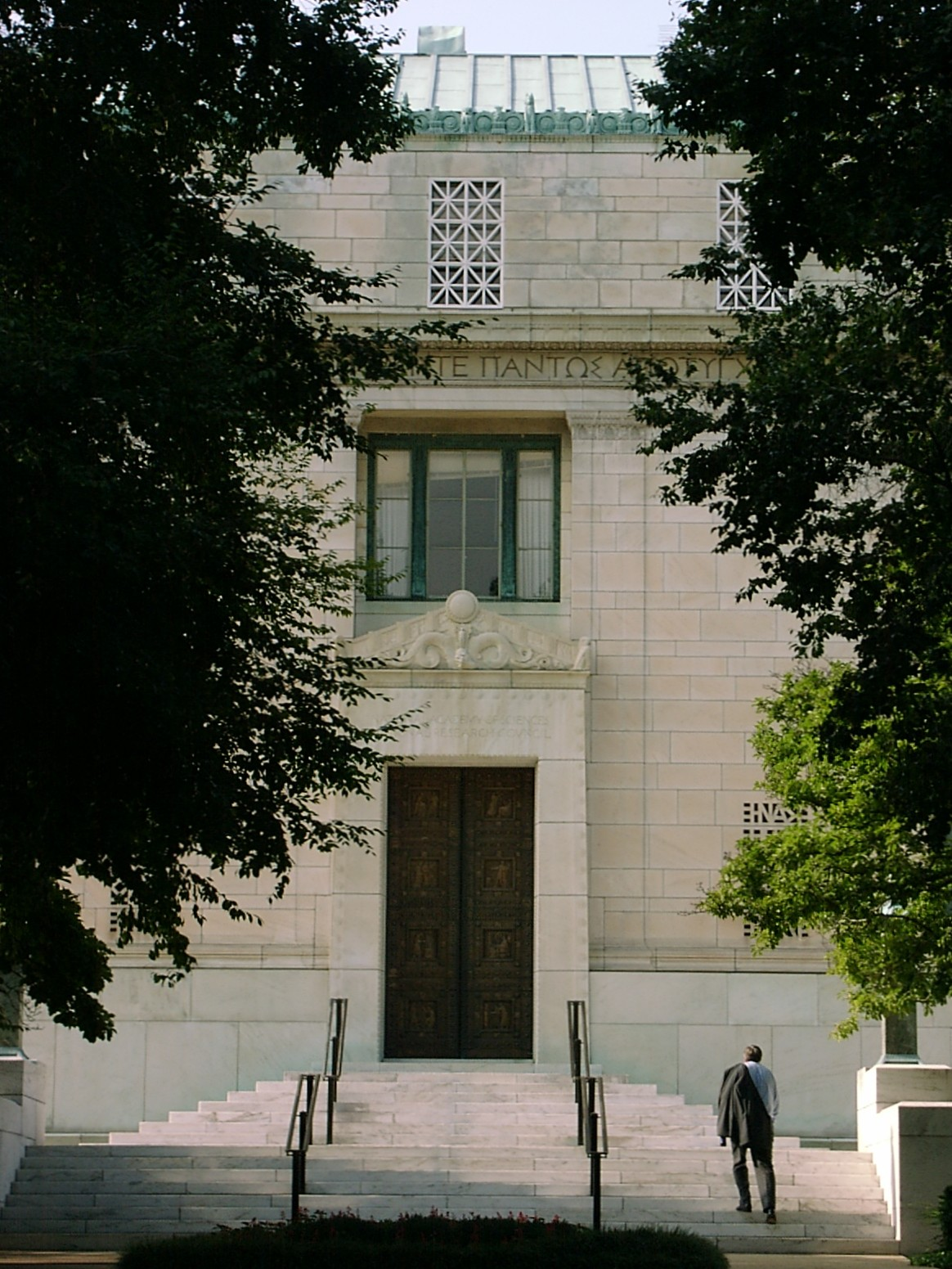
National Academy of Sciences de Estados Unidos, en Washington D. C.

Una academia de ciencias o academia científica es una sociedad científica o institución académica, generalmente estatal, cuyo rol es el de promover la investigación científica, a la par que con regularidad organiza encuentros y reuniones entre científicos, para intercambiar ideas y debatir sobre distintos aspectos vinculados con las ciencias y el avance científico.
Las primeras academias de ciencias fueron creadas en el siglo XVIII en Europa (Italia, Prusia, Inglaterra, Francia) en momentos del auge de los descubrimientos científicos.
Estas instituciones reunían investigadores eminentes, desarrollando sesiones en donde los diferentes trabajos eran presentados oralmente, y luego publicados resúmenes de las exposiciones, bajo la forma de revistas científicas. Algunas academias también cumplían funciones de organización y de financiamiento de las investigaciones, por ejemplo gerenciando institutos, empleando investigadores, o directamente financiando proyectos y programas.
Actualmente, existen instituciones de esta clase en los cinco continentes, y en numerosos países.
De tiempo en tiempo, se organizan asambleas generales, en las que se eligen delegados al InterAcademy Panel (once miembros en total a nivel mundial).
Una agrupación inter-académica para el desarrollo (GID) tiene su sede en Trieste (Italia), con el objetivo primordial de favorecer el avance de las ciencias en los países en desarrollo.